# Karol Świerczewski

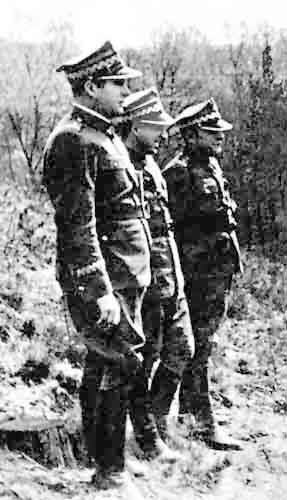
Karol Świerczewski, Marian Spychalski, Michał Rola-Żymierski (von links)

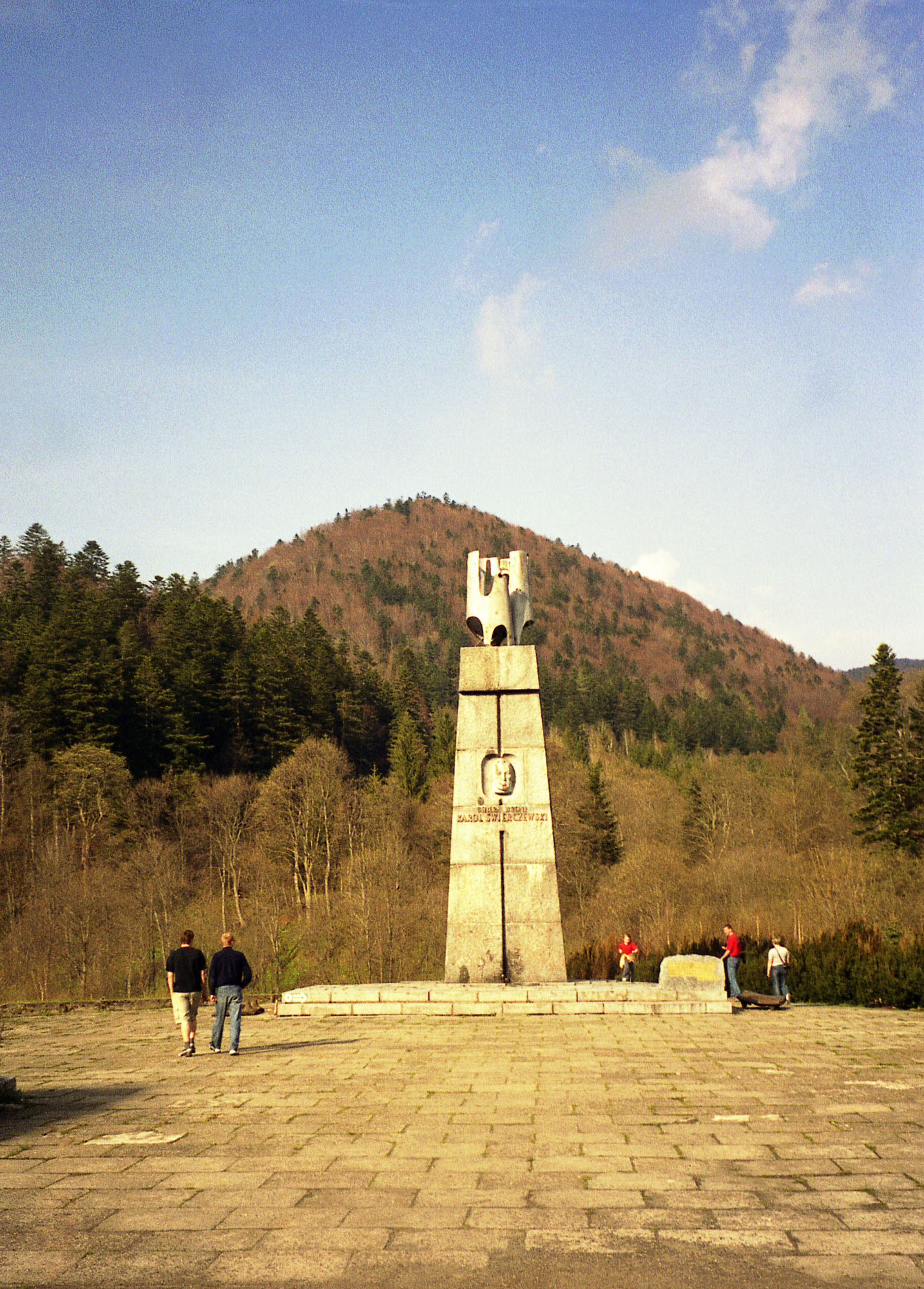
General-Świerczewski-Denkmal in Polen (2005)

Karol Świerczewski (nom de guerre: General Walter; * 22. Februar 1897 in Warschau; † 28. März 1947 in Jabłonki bei Baligród) war ein polnischer Offizier im Generalsrang im Dienste des bolschewistischen Russland ab 1918, Sowjetrusslands ab 1919, des republikanischen Spaniens als sowjetischer Divisionskommandeur im Spanischen Bürgerkrieg ab 1936 sowie ab 1944 der Armee der Provisorischen Regierung der Nationalen Einheit von Polen. Er starb bei einem Gefecht vermutlich mit Freischärlern der Ukrainischen Aufstandsarmee im Jahre 1947. In der Geschichtspolitik der kommunistischen Volksrepublik Polen wurde er als Held dargestellt, in der Geschichtsschreibung nach 1989 werden dagegen sein Kampf gegen die Republik Polen sowie sein Anteil an den stalinistischen Repressionen herausgestellt.

## Leben

### Frühe Jahre
Karol Świerczewski wuchs in Warschau als Sohn einer armen polnischen Arbeiter-Familie auf, als seine Heimat damals zum russischen Kaiserreich gehörte, nachdem es 1815 seine staatliche Unabhängigkeit verloren hatte (Kongresspolen). Er wurde während des Ersten Weltkrieges im Alter von 18 Jahren, als er in einer Warschauer Fabrik arbeitete, von der Russischen Armee nach Moskau evakuiert.

### Russischer Bürgerkrieg
In Moskau schloss er sich 1918 den Bolschewiki an und kämpfte im Russischen Bürgerkrieg für die Rote Armee. Für seine Verdienste wurde er mit dem Rotbannerorden ausgezeichnet. Auch nach dem Ende des Bürgerkriegs verblieb er im Bolschewistischen Russland, das im Jahre 1922 in der von Wladimir Iljitsch Lenin gegründeten Sowjetunion aufging.

### Polnisch-Sowjetischer Krieg
Während des Polnisch-Sowjetischen Krieges im Jahre 1920 kämpfte er auf eigenen Wunsch in der nunmehr regulären Roten Armee gegen Polen. Da er als Kommunist nicht mit der ebenfalls 1919 gegründeten Zweiten Polnischen Republik sympathisierte, meldete er sich als Leutnant zur Verlegung an die westliche Front, wo er im Kampf verwundet wurde. Nach seiner Genesung kehrte er noch einmal an die Front zurück, doch der Kriegsverlauf hatte sich bereits für Polen und gegen Sowjetrussland gewendet.

### 1920er Jahre
1921, als der Krieg gegen Polen mit einer Niederlage Sowjetrusslands zu Ende gegangen war, kehrte er in die Sowjetunion zurück und unterrichtete anschließend an der Polnischen Schule der roten Kommunarden. Im Jahre 1928 schloss Świerczewski seine Ausbildung an der Militärakademie „M.W. Frunse“ in Moskau ab und tat fortan Dienst im Generalstab der Roten Armee.

### Spanischer Bürgerkrieg
Im Jahre 1936 kam er unter dem Decknamen General Walter nach Spanien, um im Spanischen Bürgerkrieg die Republik gegen die Nationalisten unter General Francisco Franco zu unterstützen. Dort stieg er zum Divisionskommandeur (siehe Sowjetische Generalsränge) auf und wurde auch von der republikanischen Regierung als spanischer General anerkannt. Zunächst erwarb er sich einen Ruf als durchaus kompetenter Befehlshaber, als er die XIV. Internationale Brigade und später die 35. Internationale Division führte, in der späten Phase des Bürgerkrieges waren seine militärischen Leistungen aber eher wechselhaft und seine Einheiten erlitten wiederholt schwere Verluste.
Świerczewski war auch Mitglied des am 26. Oktober 1936 in Albacete, dem Hauptquartier der Internationalen Brigaden, gegründeten Militärrates, der aus dem Organisationskomitee zur Aufstellung der Internationalen Brigaden hervorging. Weitere Angehörige waren Vittorio Vidali und Vital Gaymann (Vidal), als Dolmetscherin fungierte Constancia de la Mora.
Nach der militärischen Niederlage der Zweiten Spanischen Republik im Jahre 1939 kehrte er wieder in die Sowjetunion zurück.

### Zweiter Weltkrieg
Zur Zeit des Überfalls auf Polen durch das Deutsche Reich Anfang September und durch die Sowjetunion am 17. September 1939, der den Beginn des Zweiten Weltkriegs markierte, war Świerczewski Kommandeur der 248. Schützendivision der Roten Armee; diese Position hatte er auch noch beim deutschen Überfall auf die Sowjetunion im Juni 1941 inne. Wenig später leitete er einige Kommandeurlehrgänge des sowjetischen Geheimdienstes NKWD. Gegen Mitte 1943 wurde er zu einem der Generäle, die mit der Bildung der 1. Polnischen Armee beauftragt wurden, einem Teil der sowjetisch kontrollierten „Polnischen Streitkräfte in der Sowjetunion“ (auch: Polnische Streitkräfte im Osten). Im Januar 1944 wurde er, nachdem er und sein Generalstab an der Grabstätte der ermordeten polnischen Offiziere den Racheschwur der sowjetischen Spionageabwehr (SMERSCH) geleistet hatten, Waffengeneral der neu aufgestellten 2. Polnischen Armee unter dem Oberbefehl des Marschalls der Sowjetunion Konew. Im selben Jahr erfolgte sein Aufstieg zu einem der Führer der kommunistischen Polnischen Arbeiterpartei und der noch inoffiziellen Regierung der Volksrepublik Polen, die nach dem Krieg auf sowjetischen Druck etabliert wurde.
Im Winter 1944 führte er die 2. Polnische Armee während der Kämpfe an der Weichsel zur Rückeroberung der polnischen Westgebiete der Zweiten Republik vor 1939 sowie beim weiteren Vormarsch auf deutschem Gebiet.
Im März 1945 wurde die 2. Polnische Armee unter seinem Oberbefehl an der Oderfront in Niederschlesien reorganisiert und mit neuen sowjetischen Panzern und Fahrzeugen ausgerüstet.
Ab Mitte April des Jahres 1945 führte die 1. Ukrainische Front ihre Großoffensive an der Lausitzer Neiße als Teil der Operationen der Roten Armee zur vorgesehenen Eroberung von Berlin (→ Schlacht um Berlin). Świerczewski sollte dabei mit seinen Truppen im Rahmen der so genannten Operation Lausitz die linke südliche Flanke des geplanten Vorstoßes etwa auf der Linie Dresden–Bautzen–Niesky sichern. Die mehrtägigen Kämpfe bei der Schlacht um Bautzen in der Oberlausitz sowie der teilweise besetzten Stadt Bautzen fügten vor allem den polnischen Angreifern sehr schwere Verluste zu. Ihre Brigaden hatten die meisten ihrer Panzer verloren und wurden auch personell stark dezimiert. Selbst die zur Unterstützung entsandten sowjetischen Einheiten erlitten schwere Verluste. Der Wehrmacht gelang es indes mit ihrem letzten größeren Panzerangriff des Krieges, Bautzen und das Umland zurückzuerobern und zuvor eingeschlossene eigene Truppen zu befreien. Die Kampfhandlungen wurden auf beiden Seiten mit äußerster Brutalität geführt, wobei es auch zu Kriegsverbrechen kam. Obwohl ein weiterer Vorstoß der deutschen Truppen in erster Linie durch den Mangel an Treibstoff-Nachschub (Benzin) für die Panzer aus den Hydrierwerken verhindert wurde, konnten diese Gebiete bis Kriegsende gehalten werden.
Trotz des militärischen Desasters im April 1945 wurde General Karol Świerczewski nach der Schlacht um Bautzen zum Armeegeneral befördert. Die polnische Propaganda verschwieg auch die unrühmliche Rolle des polnischen Stabes während der Schlacht. Die Kämpfe wurden zwar als äußerst blutig beschrieben, aber niemals als Niederlage für die polnische Armee bezeichnet. Um Świerczewski wurde der politische Mythos des unbesiegten Feldherrn aufgebaut.

### Nach dem Krieg und Tod
Im Februar 1946 wurde Świerczewski stellvertretender Verteidigungsminister Polens. Er war anschließend auch an der Verfolgung des antikommunistischen Untergrundes in Polen aktiv beteiligt und unterzeichnete viele Todesurteile, während im Land ein kommunistisches Regime installiert wurde.
Im März 1947 geriet er bei Baligród in den Beskiden in einen Hinterhalt vermutlich von Freischärlern der Ukrainischen Aufstandsarmee (Ukrajinska Powstanska Armija) und wurde beim anschließenden Gefecht in Jabłonki erschossen. Die Umstände des Todes sind bis heute nicht genau geklärt. Als Vergeltung hierfür startete die Warschauer Führung die lange zuvor geplante Aktion Weichsel (Akcja Wisła), die Zwangsumsiedlung von über 140.000 Ukrainern und Lemken aus dem Südosten der nunmehr kommunistischen Volksrepublik Polen in die „Wiedergewonnenen Gebiete“ im heutigen Nord- und Westpolen.
Nach einer viel diskutierten, aber nicht bewiesenen Version war das NKWD selbst an seinem Tod interessiert gewesen.